# أكبر أباد (مقاطعة فسا)
اكبرآباد (بالفارسية: اکبرآباد) هي قرية تقع في قسم ششده الريفي (مقاطعة فسا) في إيران. يقدر عدد سكانها بـ 2,230 نسمة .